# Glacera del Géant
La glacera del Géant és una glacera del vessant francès del Massís del Mont Blanc, als Alps. És el principal proveïdor de gel del Mer de Glace. La seva superfície és de 1.719 ha. comptant la de la vall Blanche.

És possible agafar el Telecabina Panoràmic del Mont Blanc que puja sobre la glacera del Géant, des de l'Aiguille du Midi a França, fins a Punta Helbronner a la frontera franco-italiana. 

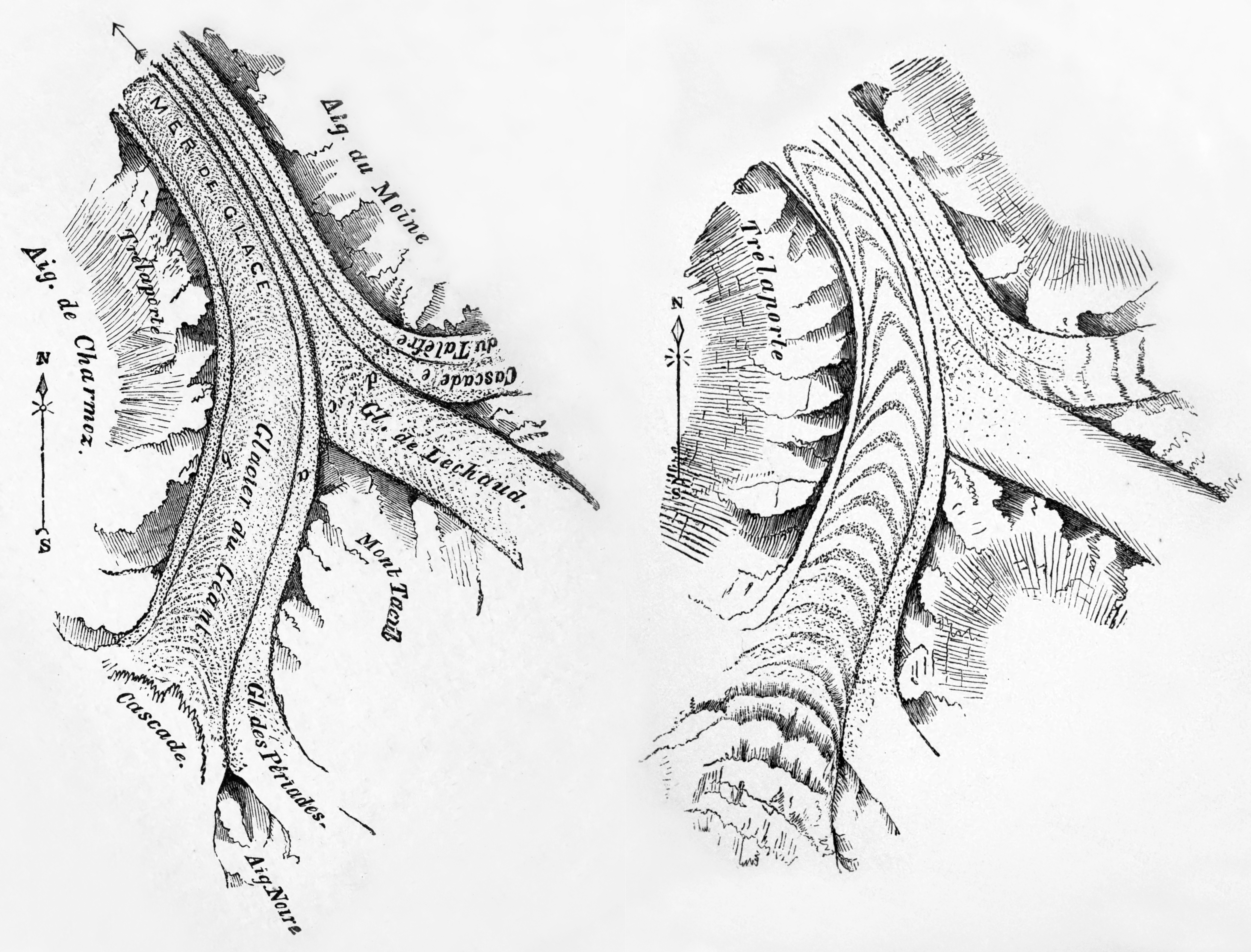
1857 Esbòs de John Tyndall, mostrant el Geant i altres glaceres que fusionen al Mer de Glace

Els esquiadors experimentats també tenen una "atracció especial" en el desafiament de la cursa de l'Aiguille des de l'estació de Midi, baixant la Vallée Blanche i després a la glacera Géant, evitant els seracs del Géant, que es fusionen al Mer de Glace per assolir Montenvers
El 1862, el físic i alpinista John Tyndall va donar una sèrie de conferències a la Royal Institution of Great Britain on va informar que la calor era una forma de moviment. Col·locant línies d'estaques al gel, va fer nombroses mides del flux de gel de la glacera Géant i altres glaceres circumdants al Mer de Glace. Després ho va publicar en el seu Glaciers of the Alps.
Al setembre 2015 la instal·lació, per l'alcalde de Chamonix, d'una barrera de seguretat sobre la glacera del Géant ha despertat el conflicte fronterer.